# Carlos Candeia
José Carlos Candeia Pereira, comumente chamado de Carlos Candeia (Pombal, 14 de julho de 1947), é um médico e político brasileiro.

## Biografia
Filho do casal Eduardo Pereira da Silva (Dadá Pereira) e Maria das Chagas Candeia, saíram de Quixaba (na época distrito de Patos) e em Pombal, estabeleceram-se com uma bomba de gasolina agregada a uma casa de peça de automóveis. Enquanto seu pai desenvolvia o tino empresarial e a mãe se encarregava dos afazeres de casa, Carlos e sua irmã Carleusa se dedicavam aos estudos.
Devido a seca em 1958, com reflexos negativos na economia, o núcleo constituinte da família Candeia e Pereira retornam para Patos, onde Carlos (que já havia cursado o 1º ano ginasial) entra no Ginásio Diocesano, sob a direção do monsenhor Manuel Vieira. Concluiu o ensino médio em João Pessoa, período em que morou em repúblicas. Foi aprovado no vestibular de Medicina, da UFPB; enquanto iniciava sua vida acadêmica dava provas de liderança, chegando a ser presidente da Associação Universitária de Patos, do Diretório Acadêmico do seu curso e secretário da União Nacional dos Estudantes de Medicina (UNEM), cargo para o qual foi eleito em congresso clandestino, em plena Ditadura Militar, em Porto Alegre, estado do Rio Grande do Sul. Em 1971, concretizava o sonho profissional com a colação de grau e no ano seguinte foi para São Paulo, onde fez residência em Reumatologia no Hospital das Clínicas da Faculdade de Medicina da USP. Em 1975, volta para Patos sem emprego e apenas com a promessa de um plantão no Hospital Regional Deputado Janduhy Carneiro, exclusivamente, no domingo, dia recusado pelos profissionais da época.
Obteve emprego de médico no Estado da Paraíba e passou em concurso de perito do INAMPS, além de ter implantado uma clínica de Reumatologia, no prédio de número 165, na Praça João Pessoa. Dirigiu o Hospital Regional e a Maternidade Dr. Peregrino Filho, com conceito de carisma que levou a vida pública, se candidatando pela primeira vez em 1982, sendo o mais votado para prefeito de Patos e só não assumindo o mandato em consequência do instituto da sublegenda que beneficiou Rivaldo Medeiros, com o somatório dos votos atribuídos a Adão Eulâmpio da Silva. Se elegeu deputado estadual constituinte no pleito de 1986, com a segunda maior votação no Estado da Paraíba. Guardadas as proporções eleitorais, segundo os mais experientes analistas políticos da época, foi a maior votação individual de um candidato.
Terminando o mandato, voltou a se dedicar a Medicina, se estabelecendo em João Pessoa, com uma moderna clínica, no número 280, da avenida Camilo de Holanda, passando a receber pacientes de toda a Paraíba, com ênfase a sua região de origem, da qual nunca perdeu o contato e o cuidado.